# الشبانات (الحمامنة)
الشبانات هو دُوَّار يقع بجماعة سيدي امحمد اخديم، إقليم الجديدة، جهة الدار البيضاء سطات في المملكة المغربية. ينتمي الدوّار لمشيخة الحمامنة التي تضم 14 دوار. يقدر عدد سكانه بـ 125 نسمة حسب الإحصاء الرسمي للسكان والسكنى لسنة 2004.

## روابط خارجية
- البوابة الوطنية للجماعات الترابية
- المندوبية السامية للتخطيط